# Риверо, Элисео
Элисео Роке Риверо Перес (исп. Eliseo Roque Rivero Pérez; род. 27 декабря 1957, Монтевидео) — уругвайский футболист, выступавший на позиции защитника за сборную Уругвая.

## Клубная карьера
Элисео Риверо начинал карьеру футболиста в уругвайском клубе «Данубио». В 1984 году он перешёл в уругвайский «Пеньяроль», с которым дважды становился чемпионом страны. В сезоне 1986/87 Риверо выступал за аргентинский «Платенсе». После чего Риверо вернулся на родину и в составе «Дефенсор Спортинга» вновь стал чемпионом Уругвая в 1987 году.

## Карьера в сборной
25 августа 1983 года Элисео Риверо дебютировал за сборную Уругвая в домашнем товарищеском матче с командой Парагвая.
Был включён в состав сборной на чемпионат мира 1986 года в Мексике, но сыграл лишь в одном матче, выйдя в основном составе в поединке 1/8 финала с Аргентиной.

## Достижения
«Пеньяроль»
- Чемпион Уругвая (2): 1985, 1986

 «Дефенсор Спортинг»
- Чемпион Уругвая (1): 1987